# Kostry-Śmiejki
Kostry-Śmiejki – wieś w Polsce położona w województwie podlaskim, w powiecie wysokomazowieckim, w gminie Klukowo.
W latach 1975–1998 miejscowość administracyjnie należała do województwa łomżyńskiego.
Wierni kościoła rzymskokatolickiego należą do parafii Narodzenia NMP w Wyszonkach Kościelnych.

## Historia
Wieś założona w XVIII wieku. Drugi składnik nazwy pochodzi od śmiejać się, czyli śmiać się. Na mapie województwa podlaskiego z 1795 roku wykazano Kostry Pułasie Śmieyki. Być może wioska istniała już wcześniej i była częścią nieistniejącej współcześnie wsi Kostry Pułazie wzmiankowanej w XVI wieku.
W roku 1827 wieś liczyła 21 domów i 116 mieszkańców.
Pod koniec wieku XIX Kostry-Szmejki należały do powiatu mazowieckiego, gmina Klukowo, parafia Wyszonki.
W roku 1891 wieś drobnoszlachecka o całkowitej powierzchni gruntów wynoszącej 204 ha.
W czasie spisu powszechnego z 1921 roku nazwę zapisano ponownie jako Kostry Szmejki. W tym okresie w miejscowości znajdowało się 30 domów z 188 mieszkańcami, w tym 16 prawosławnych, z których 12 podało narodowość rosyjską.
W latach 1923–1929 istniała tu jednoklasowa szkoła powszechna. Zapewne po 1929 jej uczniowie zostali przeniesieni do Kostrów Starych, ponieważ od 1930 roku przybyło tam wielu uczniów, a szkołę przemianowano na dwuklasową.

## Współcześnie
Wieś typowo rolnicza. Produkcja roślinna podporządkowana hodowli krów mlecznych.